# Связь в Албании
Связь в Албании начала своё активное развитие только в 1990-е годы. В её состав включаются радио, телевидение, телефония и Интернет. Развитие связи тормозится из-за разрухи, вызванной беспорядками в 1997 году и Косовской войной.

## Общая ситуация
Албания была до 1990 года самой закрытой страной не только в Организации Варшавского договора, но и в Европе и мире по причине жёсткой изоляционистской политики Энвера Ходжи. Распределение аппаратов для связи в стране велось под строгим контролем правящей Албанской партии труда. Телефонная связь использовалась обычно только высшим партийным руководством, получить телефон было довольно трудным делом. Строго ограничивалась продажа телевизоров и радиоприёмников (глушились радиостанции соседних Греции, Югославии и Италии как стран — идеологических врагов Албании). В начале 1990-х ситуация сумела сдвинуться с мёртвой точки.

## Телефонная связь

### Развитие
В среднем на 1000 человек в Албании приходилось всего 14 аппаратов. Всего было 42 тысячи телефонных линий, из них 13 тысяч проходили через Тирану, 2 тысячи — через Дуррес, остальные — через Шкодер, Эльбасан, Влёру, Гирокастру и другие города. В каждой деревне обычно было не более одного телефона, однако в начале 1990-х годов последствия экономических и социальных реформ привели к тому, что более чем в одной тысяче деревень исчезла телефонная связь: все провода были переработаны и переплавлены для производства колючей проволоки.
Подавляющая часть телефонных аппаратов была низкокачественной и датировалась аж 1940-ми годами производства. Рабочие в Тиране, собиравшие телефоны, могли использовать редкие итальянские детали. Международная связь фактически не существовала. Только в начале 1990-х были образованы 240 коротковолновых линий связи с Италией и 180 таких же с Грецией для международных переговоров. Албанская телефонная компания установила две АТС U-20 от компании Italtel для цифровой связи: одна в Тиране для международных, междугородних и местных переговоров, другая в Дурресе для местных переговоров. Две компании из США сумели наладить также горячую линию между Вашингтоном и Тираной.
Мобильная связь получила распространение только после того, как в стране фактически не осталось свободных стационарных телефонных номеров.

### Современные параметры
Современная телефонная связь в Албании остаётся крайне неразвитой, несмотря на инвестиции в развитие стационарной телефонии. На 100 человек приходится всего 10 телефонных линий, что является самым худшим показателем в Европе. Зато мобильная связь развивается с 1996 года и крайне эффективна в стране: обеспечено полное покрытие благодаря действию многочисленных провайдеров. Развивается оптоволоконная связь и коротковолновая радиосвязь с Грецией и Италией из Тираны
- Телефонный код страны: +355[1]
- Международный код-префикс: 00[2]
- Выделенных телефонных линий: 312 тысяч на 2012 год (при 316,4 тысячах в 2008 году)[1].
- Мобильная связь: 3,5 млн. номеров в 2012 году (при 3,1 млн. в 2008 году)[1].
- Отсутствуют данные о спутниковом вещании.
- Международная связь: подводные кабели для прямой связи с Италией, Хорватией и Грецией; наличие Трансбалканской линии связи (комбинация подводной и наземной систем связи) на участке Албания-Италия, дополнительные соединения для связи с Турцией, Македонией и Болгарией[1]. Есть также система связи ADRIA-1[3].

## Радио
За государственное вещание отвечает телерадиокомпания RTSH, владеющая радиостанциями Radio Tirana (общая тематика), Radio Tirana 2 (музыкальная радиостанция) и Radio Tirana 3 (многоязычная программа). На 2010 год было доступно вещание международных станций: Голос Америки, Международное французское радио, Немецкая волна и Всемирная служба BBC (103,9 МГц в Тиране).
Существовали 56 FM-частот (три национальные, 53 местные) и одна коротковолновая по состоянию на 2008 год. Число радиоприёмников: 1 миллион по данным 2001 года.

## Телевидение
За государственное вещание отвечает телерадиокомпания RTSH. Главными являются два аналоговых телеканала, TVSH и TVSH 2. Первый запущен 1 мая 1960, ознаменовав начало эры телевидения в стране. Второй запущен в 2003 году и освещает спортивные события. Доступны также пять цифровых: RTSH HD (с 2012 года), тематические RTSH Sport, RTSH Muzikë, RTSH Art и международный спутниковый TVSH Sat, вещающий для албанцев во всём мире. Есть четыре региональных отделения RTSH и более 60 частных телеканалов: самым серьёзным конкурентом RTSH является TV Klan, который лидировал в 2002 году по популярности.
Наземное телевидение предоставляет возможности показа итальянского и греческого телевидения. На 2010 год сохранялось кабельное вещание. На 2008 год насчитывался 1 миллион телевизионных аппаратов в стране.

## Интернет

### Развитие
Интернет в Албании появился на стыке веков. Развитие широкополосной Интернет-связи активизировалось в 2005 году, но до сих пор проигрывает по популярности беспроводной связи. Интернет-кафе популярны в Тиране и в других крупных городах Албании. Спутники Eutelsat предоставляют бесплатную Интернет-связь в государственных учреждениях, школах и местных органах самоуправления.

### Основные характеристики
- Национальный домен верхнего уровня: .al[1]
- Пользователей Интернета: 1,6 млн. человек на 2012 год, 100-е место в мире по количеству (эквивалентно 54,7% населения страны, 77-е место в мире по доле)[7][8]. Для сравнения: в 2009 году было 1,3 млн. человек, но при этом 91-е место в мире[1].
- Абоненты проводной связи: 148882 человек на 2012 год, 91-е место в мире по количеству (эквивалентно 5% населения, 103-е место в мире по доле)[7][9]
- Абоненты Wi-Fi соединений: 552676 человек на 2012 год, 90-е место в мире по количеству (эквивалентно 18,4% населения, 74-е место в мире по доле)[10]
- Интернет-хосты: 15528 штук на 2012 год, 124-е место в мире[1]
- IP-адреса: 323840 штук на 2012 год, менее 0,05% от общего числа в мире, в среднем 3,4 адреса на 1000 человек[11][12]
- Провайдеры: 10 штук (2001 год).

### Цензура
Цензура в Интернете запрещена, поскольку её понятие противоречит законодательству Албании, предусматривающему свободу слова и печати и запрещающему вмешательство государства в частную жизнь гражданина. Следовательно, правительственные службы не имеют права отслеживать переписку по электронной почте или общение в чатах. Тем не менее, появляются иногда сообщения о том, что бизнес и правительство оказывают серьёзное давление на владельцев некоторых сайтов.